# Карцево (Вологодский район)
Карцево — деревня в Вологодском районе Вологодской области.
Входит в состав Марковского сельского поселения, с точки зрения административно-территориального деления — в Марковский сельсовет.
Расстояние по автодороге до районного центра Вологды — 28 км, до центра муниципального образования Васильевского — 6 км. Ближайшие населённые пункты — Поповское, Калинкино, Бурдуково.
По переписи 2002 года население — 14 человек.